# Personnel de surveillance de l'administration pénitentiaire
 (juin 2023).
Si vous disposez d'ouvrages ou d'articles de référence ou si vous connaissez des sites web de qualité traitant du thème abordé ici, merci de compléter l'article en donnant les références utiles à sa vérifiabilité et en les liant à la section « Notes et références ».
Pour les autres articles nationaux ou selon les autres juridictions, voir Gardien de prison.

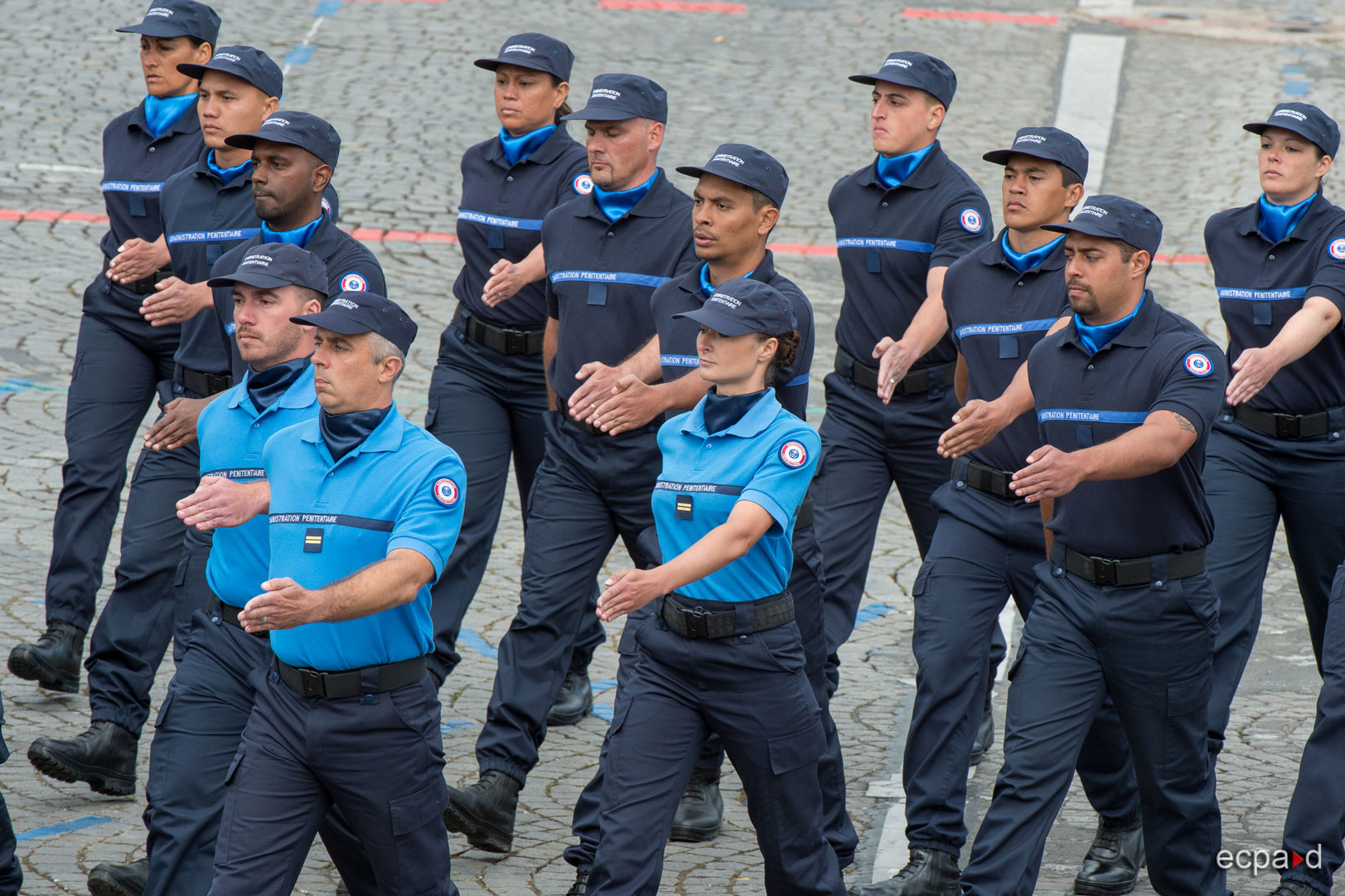
Des surveillants et lieutenants pénitentiaires défilent sur les Champs-Élysées le 14 juillet 2016.

Le personnel de surveillance de l'administration pénitentiaire comprend les fonctionnaires de l'administration pénitentiaire française chargés d'assurer la garde et la réinsertion des personnes détenues, essentiellement au sein des établissements pénitentiaires.
Il comprend un corps d'encadrement et d'application composé de surveillants (l'appellation « surveillant pénitentiaire » a remplacé celle de « gardien de prison » en 1919) et de gradés et un corps de commandement composé d'officiers (appelés « chefs de service pénitentiaire » jusqu'en 2006). Ces deux corps sont actuellement régis par un décret du 29 décembre 2023.

## Historique
Le règlement des maisons centrales du 30 avril 1822 établit une hiérarchie de commandement et de surveillance au sein du personnel avec au sommet le directeur ou le gardien chef qui a le rang de sergent-major, les premiers gardiens qui ont le rang de sergent et enfin les gardiens ordinaires.
L'appellation « surveillant pénitentiaire » remplace celle de « gardien de prison » en 1919. Les surveillants sont fonctionnaires de l'État, membres de l'administration pénitentiaire, rattachée au ministère de la Justice.
Une école pénitentiaire supérieure est créée à Fresnes par décret du 26 juillet 1927. Elle ne s’adresse qu’aux gradés, qui doivent nécessairement passer par l’école pour accéder aux fonctions de surveillant-chef. L'école est fermée en 1934.
Le décret du 25 avril 1956 institue les grades suivants : surveillant, surveillant de classe exceptionnelle, surveillant principal, premier surveillant, surveillant-chef adjoint et surveillant-chef de 2e et 1re classe.
La réforme statutaire de 1966 et le décret du 21 novembre 1966, associe l’école pénitentiaire : les agents ayant réussi le concours de surveillant sont tout d’abord nommés en qualité d’élèves à l’école pénitentiaire, où ils doivent obligatoirement suivre trois mois d’instruction théorique et pratique. Puis ils doivent ensuite effectuer un stage en établissement. Après douze années de service, ils deviennent surveillant principal et, après avoir satisfait à des épreuves de sélection professionnelle, ils peuvent devenir premier surveillant (ce qui leur permet de se voir confier des fonctions d’encadrement). Les surveillants-chefs assurent eux l’encadrement supérieur du personnel dans les établissements dirigés par un chef de maison d’arrêt (un surveillant-chef ayant atteint le 4e échelon), un chef de service pénitentiaire, un sous-directeur ou un directeur.
Le décret du 21 septembre 1993 institue deux corps : Le corps des gradés et surveillants avec un grade de surveillant et un de surveillant principal et un grade de premier surveillant et le corps des chefs de service pénitentiaire de 2e ou de première classe.
Avec le décret du 14 avril 2006, le grade de surveillant brigadier est créé. Il s'intercale entre le surveillant principal et le premier surveillant. Le même décret crée le grade de major qui est au-dessus du premier surveillant et le corps des officiers (lieutenant, capitaine et commandant) qui remplace le corps des chefs de service pénitentiaire.
Le décret du 9 octobre 2019 crée un corps des chefs des services pénitentiaires qui se place au-dessus des officiers.
Le décret du 25 février 2022, fusionne les grades de surveillant et de brigadier et supprime celui de surveillant principal. Les surveillants atteignant l'échelon 6 de la nouvelle grille obtiennent le titre de brigadier (auparavant, ils devenaient surveillant principal).
Le décret du 29 décembre 2023 crée le grade de brigadier-chef qui remplace celui de premier surveillant. Les emplois auxquels peuvent être affectés les brigadiers-chef et les majors sont classés en deux filières : celle de l'encadrement et celle de l'expertise. Le même décret supprime le corps des chefs des services pénitentiaires crée en 2019 pour le remplacer par un corps de commandement de catégorie A composé de trois grades, capitaine, commandant et commandant divisionnaire.

## Corps d'encadrement et d'application

### Recrutement et formation
Les surveillants pénitentiaires sont recrutés sur concours accessible aux candidats titulaires du baccalauréat et âgés de 18 à 42 ans.
Comme l'ensemble des personnels pénitentiaires, ils sont formés à l'École nationale d'administration pénitentiaire (Énap), située à Agen. Leur formation initiale dure six mois et se poursuit par une année de stage à l'issue de laquelle l'élève surveillant est titularisé (sauf faute grave ou incompétence manifeste).

### Missions
L'article 2 de la loi du 24 novembre 2009 définit les missions de l'administration pénitentiaire. Celles des surveillants sont d'assurer l'exécution des peines, de contribuer à assurer l'insertion ou la réinsertion des personnes détenues, d'assurer la sécurité publique dans le respect des intérêts de la société, des droits des victimes et des droits des personnes détenues.

### Statut juridique
L'article 12 de la loi pénitentiaire du 24 novembre 2009 dispose que les surveillants pénitentiaires sont, sous l'autorité des personnels de direction, une des forces dont dispose l'État pour assurer la sécurité intérieure.
En outre, ces personnels sont autorisés à faire usage de la force, y compris en faisant usage d'une arme à feu, dans le cadre de la légitime défense, en cas de tentative d'évasion ou de résistance par la violence ou par inertie physique aux ordres donnés.
Il existe une réserve civile pénitentiaire constituée de retraités de l'administration pénitentiaire prévue par l'article 19 de la loi pénitentiaire.
Un code de déontologie encadre les pratiques du personnel pénitentiaire. Ce code résulte du décret du 30 décembre 2010.
Les surveillants peuvent procéder à des fouilles sur les personnes détenues s'il existe une présomption de commission d'infraction ou si le comportement de la personne détenue le justifie. Les fouilles intégrales sont autorisées dans le cas ou la palpation ou les moyens de détection électronique sont insuffisantes. Cette disposition relève de l'article 57 de la loi du 24 novembre 2009.

### Moyens d'exercice
Les surveillants pénitentiaires assurent une surveillance à l’intérieur des établissements pénitentiaires, mais peuvent également intervenir aux abords ainsi que sur la voie publique. En effet, les surveillants pénitentiaires assurent quotidiennement des escortes ou des transfèrement de personnes détenues,.
Les surveillants pénitentiaires ne sont pas autorisés à porter une arme à l'intérieur des enceintes pénitentiaires, sauf en cas d'urgence et sur ordre de leur hiérarchie. Dans ce cas, le préfet est immédiatement avisé. Le port d'arme est autorisé sur la voie publique.
Ces dispositions découlent du décret du 23 août 2011 relative à l'armement des personnels de l'administration pénitentiaire.

### Filière expertise
Le métier de surveillant pénitentiaire comporte un grand nombre de spécialités parmi lesquelles, celles de la filière expertise :
- Spécialistes :
  - Moniteur de sport ;
  - Formateur des personnels ;
  - Agent d'extractions judiciaires ;
- Membre d'une équipe régionale d'intervention et de sécurité (ERIS) ;
- Membre d'une équipe locale de sécurité pénitentiaire (ELSP) ;
- Surveillant-acteur ;
- Agent de surveillance électronique.

### Rémunération
Le traitement net mensuel des fonctionnaires du corps d'encadrement et d'application est fixé comme suit (au 1er janvier 2024) :
|                                      | 1er échelon | Der échelon |
| ------------------------------------ | ----------- | ----------- |
| Surveillant et surveillant brigadier | 2011 euros  | 2765 euros  |
| Brigadier-chef pénitentiaire         | 2 315 euros | 2 824 euros |
| Major pénitentiaire                  | 2 520 euros | 3 072 euros |

## Galons

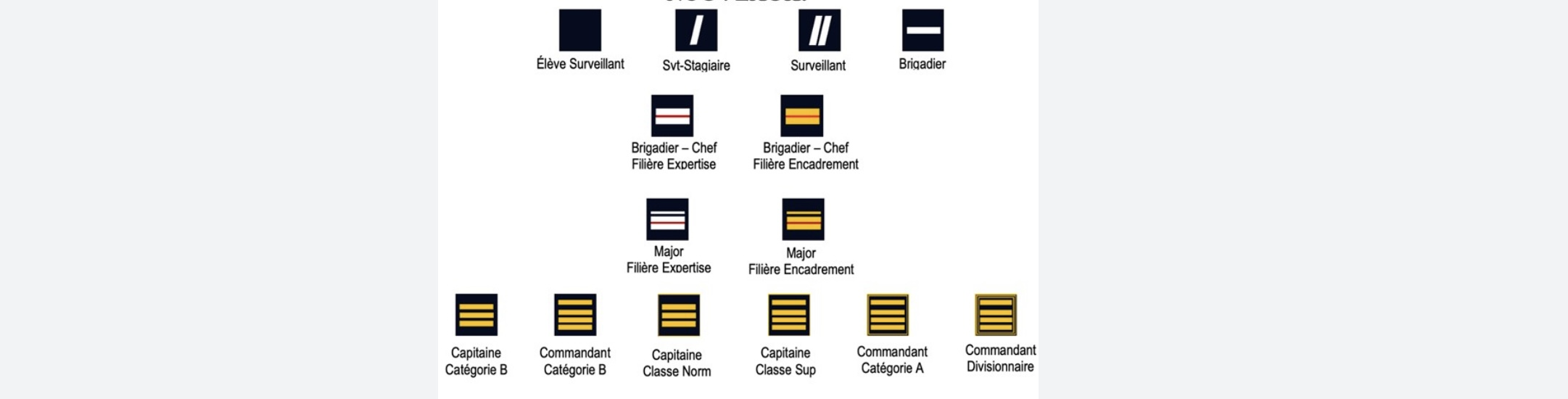
Galons de poitrine des personnels de surveillance de l'administration pénitentiaire.

## Corps de commandement

### Histoire
Historiquement, l'encadrement des surveillants et des premiers surveillants était assuré par des personnels expérimentés ayant accédé au grade de chef de service pénitentiaire (CSP) par promotion interne. Le décret du 21 septembre 1993 structure le corps des chefs de service pénitentiaire autour de trois grades : chef de service pénitentiaire de 2e classe (CSP2), chef de service pénitentiaire de 1re classe (CSP1) et chef de service pénitentiaire hors classe (CSP HC). Ces personnels assurent les fonctions de chef de détention, d'adjoint au chef d'établissement ou de responsable de service dans les établissements pénitentiaires. Ils peuvent également exercer la fonction de chef d'établissement dans les maisons d'arrêt et les établissements pour peines d'une capacité inférieure ou égale à 200 places.
Dans une volonté d'harmonisation avec les grades de la police nationale, le décret du 14 avril 2006 remplace le corps des chefs de service pénitentiaire par un corps de commandement dont les membres, désormais appelés officiers, sont recrutés au grade de lieutenant et peuvent évoluer en devenant capitaines puis commandants.
Depuis le 1er janvier 2024, le corps de commandement du personnel de surveillance est constitué d'officiers pénitentiaires recrutés au grade de capitaine et pouvant évoluer jusqu'à celui de commandant divisionnaire.

### Recrutement et formation
Les officiers pénitentiaires sont recrutés par un concours externe ouvert aux titulaires d'un diplôme de niveau 6 âgés de 40 ans au plus au 1er janvier de l'année du concours, par un concours interne ouvert aux fonctionnaires de l'État justifiant de 4 années de services effectifs ou bien par un examen professionnel ouvert seulement aux brigadiers-chefs et majors.
Une fois admis par la voie des concours, les candidats sont nommés élèves capitaines pénitentiaires et suivent une formation d'un an à l'École nationale d'administration pénitentiaire (Énap), à Agen.

### Missions
Les personnels du corps de commandement participent à l'élaboration de la politique définie par le chef d'établissement en matière de prise en charge des personnes faisant l'objet d'une mesure privative ou restrictive de liberté. Ils coordonnent sa mise en œuvre dans le cadre de l'exécution des décisions pénales et du maintien de la sécurité au sein des établissements pénitentiaires.
Au quotidien, les officiers encadrent les personnels d'encadrement et d'application, en s'appuyant sur les brigadiers-chefs et les majors. Ils peuvent être responsables d'un bâtiment, d'un quartier ou encore d'un secteur de détention, superviser les activités, le travail pénitentiaire et la formation professionnelle des personnes détenues ou encore être responsables d'un service tel que le greffe pénitentiaire. Les officiers peuvent également être affectés dans tout autre service relevant de l'administration pénitentiaire, notamment en direction interrégionale ou en administration centrale, plus particulièrement dans les services traitant de la sécurité et de la gestion des détentions.
Les commandants divisionnaires assurent notamment les fonctions de chef d'établissement d'une structure d'une capacité inférieure à 300 places, d'adjoint au chef d'établissement d'une structure d'une capacité comprise entre 60 et 300 places ainsi que les fonctions de directeur de détention d'une structure dirigée par un directeur des services pénitentiaires. Ils peuvent également assurer des fonctions à responsabilité en direction interrégionale des services pénitentiaires, en administration centrale et à l'Ecole nationale d'Administration pénitentiaire.

### Grades
Le corps de commandement du personnel de surveillance de l'administration pénitentiaire comprend trois grades :
- Un grade de capitaine pénitentiaire, qui comprend deux classes : la classe normale, qui comporte un échelon d'élève et onze échelons, et la classe supérieure, qui comporte onze échelons ;
- Un grade de commandant pénitentiaire, qui comporte onze échelons ;
- Un grade de commandant divisionnaire pénitentiaire, qui comporte six échelons et un échelon spécial.

### Rémunération
Le traitement net mensuel des fonctionnaires du corps de commandement est fixé comme suit (au 1er janvier 2024) :
|                          | 1er échelon | Der échelon |
| ------------------------ | ----------- | ----------- |
| Capitaine pénitentiaire  | 2010 euros  | 3 860 euros |
| Commandant pénitentiaire | 2592 euros  | 4 532 euros |

## Ancien corps des chefs des services pénitentiaires
Le corps des chefs des services pénitentiaires (CSP), créé dans le cadre d'une vaste réforme de la filière surveillance par le décret du 9 octobre 2019, est supprimé par celui du 23 décembre 2023.
Ce troisième corps du personnel de surveillance, classé dans la catégorie A, s'intercalait entre le corps de commandement, classé en catégorie B, et celui des directeurs des services pénitentiaires (personnel de direction), de catégorie A+. Il avait vocation à permettre à des officiers occupant des emplois à fortes responsabilités d'évoluer dans leur carrière.

### Recrutement et formation
Les chefs des services pénitentiaires recrutés depuis la création du corps l'ont été dans le cadre d'un plan de requalification dont ont bénéficié d'anciens officiers pénitentiaires. Les agents suivent une formation d'adaptation à l'École nationale d'administration pénitentiaire (Énap), à Agen, qui comprend trois semaines de stage.

### Missions
Les chefs des services pénitentiaires assurent notamment les fonctions de chef d'établissement et d'adjoint au chef d'établissement dans les petits établissements (d'une capacité inférieure à 200 places) ainsi que les fonctions de chef de détention et d'adjoint au chef de détention dans les structures plus importantes. Ils peuvent également superviser des services transversaux dans des établissements de taille exceptionnelle. À partir de. 2024 ils sont reclassés dans le corps des officiers.

### Grades
Le corps des chefs des services pénitentiaires comprend trois grades :
- un grade de chef des services pénitentiaires de classe normale, qui comporte un échelon d'élève et onze échelons ; à partir de 2024 ils sont reclassés comme capitaines de classe supérieure ;
- un grade de chef des services pénitentiaires hors classe, qui comporte dix échelons ; à partir de 2024 ils sont reclassés comme commandants ;
- un grade de chef des services pénitentiaires de classe exceptionnelle, qui comporte six échelons et un échelon spécial ; à partir de 2024 ils sont reclassés comme commandants divisionnaires.

### Rémunération
Le traitement net mensuel des chefs des services pénitentiaires est fixé comme suit (au 1er janvier 2022) :
|                                  | 1er échelon | Der échelon |
| -------------------------------- | ----------- | ----------- |
| Chef des services pénitentiaires | 2 008 euros | 4 706 euros |